# Миколаївка (Івантієвський район)
Миколаївка (рос. Николаевка) — село у Івантієвському районі Саратовської області Російської Федерації.
Населення становить 563 особи. Орган місцевого самоврядування — Миколаївське муніципальне утворення.

## Історія
Населений пункт розташований у межах українського історичного та культурного регіону Жовтий Клин.
Від 23 липня 1928 року в складі Пугачовського округу Нижньо-Волзького краю. Орган місцевого самоврядування від 2005 року — Миколаївське муніципальне утворення.

## Населення
| 2010 | 2012 | 2013 | 2014 | 2015 | 2016 | 2017 |
| ---- | ---- | ---- | ---- | ---- | ---- | ---- |
| 623  | ↘619 | ↘610 | ↘598 | ↘579 | ↘577 | ↘572 |
| 2018 | 2019 | 2020 |      |      |      |      |
| ↗574 | ↘572 | ↘563 |      |      |      |      |